# Cleistanthus discolor
Cleistanthus discolor är en emblikaväxtart som beskrevs av Victor Samuel Summerhayes. Cleistanthus discolor ingår i släktet Cleistanthus och familjen emblikaväxter.
Artens utbredningsområde är Queensland. Inga underarter finns listade i Catalogue of Life.